# هتیج آلتوگ
هتیج آلتوگ (انگلیسی: Hatice Altug) دانشمند ترکیه‌ای در زمینه مهندسی زیستی است.